# Pfeifengras-Wiese bei Schapen, Schapener Forst
Pfeifengras-Wiese bei Schapen, Schapener Forst este o arie protejată (arie specială de conservare — SAC, sit de importanță comunitară — SCI) din Germania întinsă pe o suprafață de 89 ha, integral pe uscat.

## Localizare
Centrul sitului Pfeifengras-Wiese bei Schapen, Schapener Forst este situat la coordonatele 52°17′19″N 10°37′36″E / 52.2886°N 10.6267°E.

## Înființare
Situl Pfeifengras-Wiese bei Schapen, Schapener Forst a fost declarat sit de importanță comunitară în iunie 2000 pentru a proteja 2 specii de animale. Situl a fost protejat și ca arie specială de conservare în ianuarie 2012.

## Biodiversitate
Situată în ecoregiunea atlantică, aria protejată conține 4 habitate naturale: Pajiști cu Molinia pe soluri calcaroase, turboase sau argilos-nămoloase (Molinion caeruleae), Păduri de fag Luzulo-Fagetum, Păduri de stejar sau de stejar și carpen sub-atlantice și medio-europene de Carpinion betuli, Păduri aluvionare cu Alnus glutinosa și Fraxinus excelsior (Alno-Padion, Alnion incanae, Salicion albae).
La baza desemnării sitului se află mai multe specii protejate de  mamifere (2): liliac cu urechi mari (Myotis bechsteinii), liliac comun (Myotis myotis).
Pe lângă speciile protejate, pe teritoriul sitului au mai fost identificate 5 specii de plante.